# Zittende vrouw bij het venster
Zittende vrouw bij het venster is een schilderij van de postimpressionistische Belgische kunstschilder Rik Wouters, geschilderd in 1915, olieverf op doek, 96,2 x 74,6 centimeter groot. Het is een portret van zijn vrouw Nel Duerinckx, zittend met een boek aan zijn ziekbed aan de Derde Kostverlorenkade te Amsterdam. Het werk bevindt zich thans in de collectie van het Museum voor Schone Kunsten te Gent.

## Context
Bij het uitbreken van de Eerste Wereldoorlog werd Wouters als reservist opgeroepen voor het Belgisch leger. Na de val van Antwerpen vluchtte hij met zijn regiment naar Nederland, waar hij als 'deserteur' terechtkwam in een barakkenkamp te Zeist, zonder enig comfort. Wouters voelde zich er erg ongelukkig. Hij miste zijn vrouw Nel, vond geen uitweg voor zijn artistieke ambities en tot overmaat van ramp leed hij aan hevige hoofdpijn. Hij schreef zijn vrouw: "Allerliefste Nel, Uw brief van gisteravond kwam juist op tijd. Ik was toch zo triest. Dat kwam zeker door het slechte weer en door mijn koppijn waar ik erg van afzie. Kunt gij voor mij ietske kopen bij de apotheker en het mij opsturen. Als we op rapport bij de dokter gaan, moeten we eerst minstens twee uur wachten in weer en wind en ge weet dat ik daar grote zeer van krijg. (...) Vele kuskes voor u, Rik". Toen bleek dat de hoofdpijn veroorzaakt werd door kanker aan de bovenkaak, achter het oog, werd hij vervolgens vrijgesteld van dienstplicht en verhuisde in juni 1915 met de inmiddels overgekomen Nel naar een appartement op de derde verdieping aan de Derde Kostverlorenkade te Amsterdam.
Wouters had tumoren in zijn kaakholte, die bijna niet te behandelen bleken. De intensieve röntgen- en radiumbestralingen boden geen soelaas. Verdoving had steeds minder vat op hem en hij leed enorm. Nel schreef in deze periode: “Zijn stem klinkt hol en het is pijnlijk hem te zien eten. Hij kan alleen vloeibare dingen naar binnen krijgen, en dan nog slechts, zoals zijn dagelijks verband, door de opening van zijn gebroken kaakbeen. Dit verband achter in zijn mond stinkt en dat vloeibare voedsel doet hem walgen. Het vooruitzicht van de lange slapeloze nachten, in een wanhopige strijd tegen de pijn, maakt hem radeloos. Hij kan niet blijven liggen, wandelt in een kring rond als een gek.”
Ondanks zijn enorme pijnen en afnemend zicht bleef Wouters ook in Amsterdam nog lange tijd gedreven werken. Hij maakte in deze periode nog een groot aantal schilderijen en vele tientallen aquarellen en tekeningen, vaak van zijn vrouw Nel, vaak ook van het uitzicht door de geopende balkondeuren van zijn appartement, waardoor hij de zeilboten door de Kostverlorenkade kon zien varen. "Door de ramen en op het balkon van hun derde bovenhuis tuurde hij met Nel urenlang naar de boten, naar de huisjes van de Baarsjesweg over het water en naar het platteland in de verte", schreef zijn biograaf Eric Min over deze periode. Pas enkele maanden voor zijn dood, in juli 1916, moest hij, inmiddels nagenoeg blind, het werken opgeven.

## Afbeelding

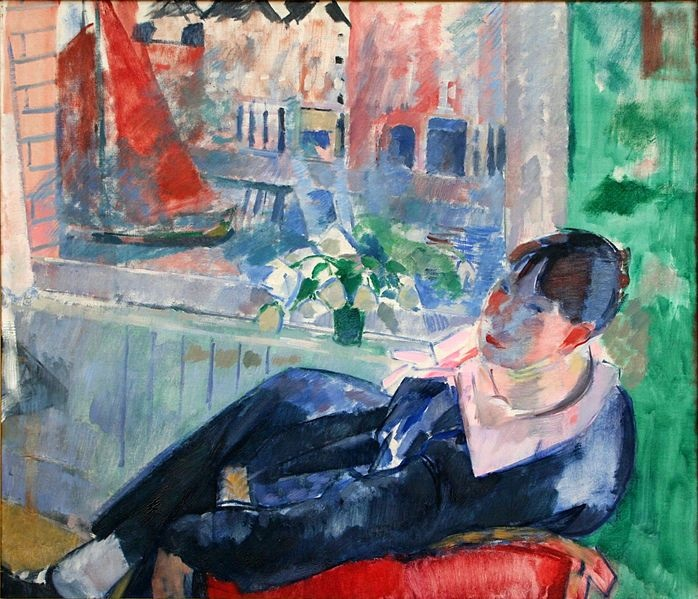
Nel aan het venster aan de Kostverlorenkade, aquarel, zelfde locatie, ook uit 1915

Zittende vrouw bij venster is een van de werken die Wouters in zijn appartement aan de Derde Kostverlorenkade schilderde. Het is een portret van zijn vrouw en muze Nel, die een boek leest bij het vallen van de avond, terwijl hij zelf op zijn ziekbed lag. Doorgaans legde Wouters weinig symboliek en betekenis in zijn werk, besteedde hij ook weinig aandacht aan gelaatsuitdrukkingen, maar in het licht van de situatie schemert door het portret niettemin een grote liefde door voor zijn vrouw, die hem in zijn laatste levensjaar dag in dag uit bij zou staan.
Het oeuvre van Wouters wordt wel fauvistisch genoemd, maar daar is veel op af te dingen. Hij zocht zelden effecten door vormvertekening en kleurenomwisseling. Eerder is sprake van een soort lyrisch impressionisme, waarbij hij alles dompelde in licht en werkte met brede, sonore kleurvlekken. De vormen in zijn werk behouden hun structuur. Aandacht is er vooral voor de harmonie tussen de diverse kleurvlakken. Duidelijk zichtbaar is de invloed van zijn grote voorbeeld Paul Cézanne. Hoewel hij diens kleurenpalet te somber vond, leerde hij veel van zijn analytische blik en de manier waarop hij een evenwicht zoekt tussen kleur en lichtimpressies enerzijds en vormweergave anderzijds.
Zittende vrouw bij het venster neemt een bijzondere plaats in binnen Wouters' oeuvre, vooral vanwege de gedempte kleurtonen. Eerder gebruikte hij steeds lichte, bijna schallend-felle kleuren. "Overal zag hij bloemen", schrijft Min. In de tweede helft van 1915 was dat echter duidelijk anders. De dominerende toon in het portret is een verzinkend donkerblauw, waarbij de grauwe kleur van Nels sobere kleed doorloopt in het nachtelijke raam rechtsboven. Een vaal wit omkranst haar wasgele hoofd. Deze sombere tweeklank van grauw-blauw met vaalwit verleent het werk een bijzondere spanning. Het boek glijdt gelaten neer. De bloemen linksboven lijken zwaarmoedig te buigen. "Voorstelbaar is dat bij het schilderij een gedempte klankopname hoort", aldus kunsthistoricus Hilaire Gellynck: "het fluisteren van de troost zoekende schilder, terwijl de vrouw zielsbedroefd luistert, daar zij weet en ziet dat het licht begint te doven".